# Sprawność wewnętrzna
Sprawność wewnętrzna jest miarą zdolności urządzenia, organizmu lub procesu do przekształcania jednej postaci energii w inną, przy uwzględnieniu jedynie strat cieplnych.
Najczęściej sprawność wewnętrzna jest stosunkiem pracy wykonanej rzeczywiście na czynniku, w przypadku urządzenia roboczego (lub przez czynnik, w przypadku silnika), do teoretycznej pracy gdyby była ona adiabatyczna. Jednak nie należy traktować tego jako bezwzględną regułę, gdyż w niektórych bardziej złożonych układach straty cieplne mogą być wykorzystywane.